# Paul Vogt
Paul C. Vogt (Buffalo, 16 dicembre 1964) è un attore statunitense, attivo in campo teatrale, televisivo e cinematografico.

## Biografia
Molto attivo anche al cinema e televisione, Paul C. Vogt è noto soprattutto come interprete di musical a Broadway. Nel 2006 successe ad Harvey Fierstein nel musical Hairspray, in cui ricopriva il ruolo en travesti di Edna Turnblad, un ruolo con cui fece il suo debutto a Broadway nel gennaio 2007 e che tornò a interpretare anche a Beverly (2006), St. Muny (2009), Indianapolis (2013) e Baltimora (2013). A Broadway ha recitato anche nel musical Chicago (2013-2014), mentre a teatro ha interpretato anche i musical A Funny Thing Happened on the Way to the Forum (New Jersey, 2011) nel ruolo del protagonista Pseudolus e La sirenetta (St. Muny, 2011) nel ruolo di Ursula.
In campo televisivo è noto soprattutto per le sue apparizioni a MADtv, di cui è stato ospite nell'ottava stagione e membro regolare nella nona e decima, dove si esibiva come imitatore di molteplici figure politiche e dello spettacolo, tra cui la Regina Elisabetta II, Charlotte Rae e Melissa McCarthy. È inoltre apparso in numerose serie TV, tra cui Hannah Montana, Glee e Grey's Anatomy.
Vogt è dichiaratamente gay.

## Filmografia parziale

### Cinema
- Principe azzurro cercasi (The Princess Diaries 2: Royal Engagement), regia di Garry Marshall (2004)
- Blonde Ambition - Una bionda a NY (Blonde Ambition), regia di Scott Marshall (2007)
- Appuntamento con l'amore (Valentine's Day), regia di Garry Marshall (2010)
- Mother's Day, regia di Garry Marshall (2016)

### Televisione
- Kenan & Kel - serie TV, 2 episodi (1997)
- Chicago Hope - serie TV, 2 episodi (2000)
- MADtv - serie TV, 64 episodi (2002-2005)
- Reno 911! - serie TV, 2 episodi (2003-2005)
- Arrested Development - Ti presento i miei (Arrested Development) - serie TV, 1 episodio (2005)
- Hannah Montana - serie TV, 2 episodi (2006-2008)
- Grey's Anatomy - serie TV, episodio 6x12 (2010)
- Glee  - serie TV, 1 episodio (2010)
- Aiutami Hope! (Raising Hope) - serie TV, 1 episodio (2011)
- Hairspray Live! - film TV (2016)
- The Orville - serie TV, 1 episodio (2017)
- Nicky, Ricky, Dicky & Dawn - serie TV, 2 episodi (2018)
- Lex & Presley (Side Hustle) - serie TV, 1 episodio (2021)

### Doppiaggio
- Cani dell'altro mondo (Good Boy!), regia di John Hoffman (2003)
- Lilo & Stitch 2 - Che disastro Stitch! (Lilo & Stitch 2: Stitch Has a Glitch), regia di Michael LaBash e Anthony Leondis (2005)

## Doppiatori italiani
Nelle versioni in italiano delle opere in cui ha recitato, Kevin Alejandro è stato doppiato da:
- Carlo Cosolo in Grey's Anatomy